# 菅原出
菅原 出（すがわら いずる 1969年 - ）は、日本の国際政治アナリスト、国際ジャーナリスト。
東京都出身、中央大学法学部政治学科卒業。アムステルダム大学政治社会学部国際関係学科修士課程終了、修士号（M.A）取得。

## 職歴
2010年 - 現在
- 菅原出事務所代表

2007年4月 - 2010年
- 英危機管理・セキュリティ会社G4S社（旧ArmorGroup）の日本法人G4S Japan取締役
- ユーラシア21研究所研究員
- 沖縄大学地域研究所特別研究員

2004年 - 2007年3月
- 東京財団リサーチフェロー
- 沖縄大学地域研究所特別研究員

2000年4月 - 2004年3月
- ヤクルト本社・ヨーロッパBVプロジェクト・マネージャー

1992年4月 - 1993年8月
- シンクタンク（株）ケンブリッジ・フォーキャスト・グループ社リサーチ・アシスタント

## 著作
- 『アメリカはなぜヒトラーを必要としたのか』草思社 2002年。草思社文庫 2013
- 『日本人が知らないホワイトハウスの内戦』草思社 2003年
- 『外注される戦争』草思社 2007年　
  - 『民間軍事会社の内幕』ちくま文庫 2010年 ISBN 4480427198
- 『戦争詐欺師』講談社 2009年 ISBN 4062153424（第8回新潮ドキュメント賞候補作[1]）
- 『ウィキリークスの衝撃 世界を揺るがす機密漏洩の正体』日経BP社 2011
- 『秘密戦争の司令官オバマ』並木書房 2013年 ISBN 4890633022
- 『リスクの世界地図 テロ、誘拐から身を守る』朝日新聞出版  2014
- 『「イスラム国」と「恐怖の輸出」』講談社現代新書、2015
- 『米国とイランはなぜ戦うのか？　繰り返される40年の対立』並木書房 2020
- 『民間軍事会社 「戦争サービス業」の変遷と現在地』平凡社新書 2024

共著
- 『海外進出企業の安全対策ガイド』ニルス G.ビルト共著 並木書房 2014